# Renate Fölsch
Renate Klara Fölsch (geborene Röske, später Wilimek, * 22. April 1938 in Breslau) war von 1982 bis 1990 Präsident der Reichsbahndirektion Schwerin und von 1981 bis 1990 Abgeordnete der Volkskammer (FDGB).

## Ausbildung und Beruf
Nach Besuch der achtklassigen Schule in Wusterhausen/Dosse absolvierte Renate Fölsch von 1952 bis 1955 eine Lehre zum Facharbeiter für den Betriebs- und Verkehrsdienst  auf dem Bahnhof Neustadt (Dosse), an die sich ein Studium an der Ingenieurschule Gotha anschloss. 
Ab 1960 fungierte Fölsch als Dienstvorsteher des Bahnhofs Bützow, ab 1962 als Dispatcher und Chefinstrukteur der Politischen Abteilung beim Reichsbahnamt Güstrow. Von 1965 bis 1975 stand sie dem Reichsbahnamt Güstrow vor. Sie war damit die erste Frau in dieser Funktion in der Geschichte der Deutschen Reichsbahn. Während ihrer Tätigkeit in Güstrow absolvierte Fölsch ein Fernstudium zum Diplom-Gesellschaftswissenschaftler an der SED-Parteihochschule „Karl Marx“ in Berlin. 
1975 wurde Renate Fölsch im Alter von 37 Jahren zum Vizepräsidenten für Transportorganisation und Fahrzeuge und schließlich am 3. November 1982 von DDR-Verkehrsminister Otto Arndt zum Präsidenten der Reichsbahndirektion Schwerin ernannt. Auch in diese Positionen, die nach dem Sprachgebrauch in der DDR ausschließlich männliche Bezeichnungen trugen, wurde sie als erste Frau berufen. Schwerpunkte ihrer Tätigkeit als Direktionspräsidentin waren unter anderem:
- die Elektrifizierung der Bahnstrecke Neustrelitz–Warnemünde, die 1985 abgeschlossen wurde, und weiterer Strecken (etwa  Ludwigslust–Wismar, fertiggestellt 1987);
- die Beseitigung von Oberbauschäden, die durch die Verwendung von Ostseekies bei der Herstellung von Bahnschwellen entstanden waren (siehe Alkali-Kieselsäure-Reaktion);
- der Neubau der Eisenbahnbrücke über die Elbe bei Wittenberge, der nach fünfjähriger Bauzeit 1987 fertiggestellt werden konnte;
- die Organisation des Reiseverkehrs nach den Badeorten an der Ostsee und des Güterverkehrs zu den Seehäfen;
- die Inbetriebnahme automatisierter Blockstellen bei der Deutschen Reichsbahn in Grünhof  (zwischen Grabow und Ludwigslust  an der Hamburger Bahn) und in Kassow  (zwischen Bützow und Schwaan an der Bahnstrecke Bad Kleinen–Rostock) im Jahre 1988;
- die Wiederbelebung des Ost-West-Reiseverkehrs nach Öffnung der  innerdeutschen Grenze am 9. November 1989.

Am 12. Oktober 1990 wurde Fölsch, die 1987 zum Reichsbahn-Hauptdirektor befördert worden war, als Präsident der Reichsbahndirektion Schwerin verabschiedet. Anschließend war sie in der Generaldirektion der Deutschen Reichsbahn in Berlin mit der Angleichung der Tauglichkeits- und Rettungsvorschriften zwischen Deutscher Reichsbahn und Deutscher Bundesbahn beschäftigt. Am 31. Dezember 1993 schied Renate Fölsch auf eigenen Wunsch aus dem Eisenbahndienst aus. 
Bis 2000 betrieb sie gemeinsam mit ihrem Mann eine Pension in Berlin-Köpenick.

## Politische Laufbahn
Fölsch wurde 1962 Mitglied der SED, von 1967 bis 1969 gehörte sie der Kreisleitung Güstrow an. Daneben engagierte sie sich im Freien Deutschen Gewerkschaftsbund (FDGB) und in dessen Bundesvorstand. Für den Demokratischen Frauenbund Deutschlands nahm sie 1987 am Weltkongreß der Frauen in Moskau teil.
1981 wurde sie für den Wahlkreis Oranienburg-Nauen Mitglied der Volkskammer. Sie war Mitglied der FDGB-Fraktion und des Ausschusses für Industrie, Bauwesen und Verkehr. 1986 gelangte sie erneut in die Volkskammer, diesmal für den Wahlkreis Rügen. Während der friedlichen Revolution  in der DDR 1989/90 setzte sich Renate Fölsch in Aufrufen an die Eisenbahner für die Beibehaltung und Erneuerung der „sozialistischen Gesellschaft“ ein. Sie gehörte zu den Unterzeichnern des Aufrufs „Für unser Land“.

## Privates
Renate Fölsch ist nach eigenen Angaben die Tochter von Werner Hahues. Sie ist seit 1959 mit dem Landwirt Hans-Joachim Fölsch (* 1930) verheiratet. Aus der Ehe gingen zwei Kinder hervor. Fölsch lebt heute in Alt Schwerin.

## Sonstiges
1988 wurde Fölsch in einem Dokumentarfilm des Südwestfunks Baden-Baden (Deutsches Frauenleben 1945–1988 – eine Dokumentation über Frauen in der BRD und in der DDR) porträtiert. 2008 erschien ihre Autobiografie in einem Schweriner Kleinstverlag.

## Auszeichnungen
- 1962 Verdienter Eisenbahner
- 1974 Held der Arbeit